# Stade du Roudourou
Stade du Roudourou – stadion piłkarski położony w miejscowości Guingamp we Francji. Swoje mecze domowe rozgrywa na nim zespół En Avant Guingamp. Po ostatniej modernizacji w 2007 roku, pojemność stadionu wynosi 18 256 miejsc. Wszystkie krzesełka pomalowane są w kolorach czarnym lub czerwonym, który nawiązuje do barw klubu.

## Historia
Decyzja o budowie Stade du Roudourou zapadła pod koniec lat osiemdziesiątych XX wieku z inicjatywy ówczesnego prezydenta klubu EA Guingamp - Noëla Le Graët. Nowy stadion miał zastąpić wysłużony poprzedni obiekt tej drużyny - Stade de Montbareil.
W 1989 roku rozpoczęto prace na terenie starego stadionu miejskiego. W wyniku tych prac postawiono trybuny północną (prezydencką) i południową (trybuna honorowa, później jej nazwę zmieniono na trybuna Super U) wzdłuż boiska. Inauguracja nowego stadionu odbyła się 21 stycznia 1990 roku, a przeciwnikiem miejscowej drużyny było Paris Saint-Germain. Pojemność Stade du Roudourou wynosiła wówczas 12 000 miejsc.
Pierwszą renowację obiekt przeszedł w 1995 roku, kiedy to dobudowano trybuny za bramkami. Zarówno wschodnia jak i zachodnia trybuna miały tę samą pojemność, jednak nad trybuną zachodnią zbudowano także zadaszenie. Pojemność stadionu zwiększyła się do 18 040 miejsc z czego 12 730 było zadaszone.
Druga i jak na razie ostatnia modernizacja miała miejsce 12 lat później. Wtedy to zadaszono pozostałą część stadionu, nieznacznie powiększono sektor dla kibiców drużyny przyjezdnej, odnowiono szatnie dla zawodników i sędziów, powiększono centrum prasowe, a także poprawiono jakość oświetlenia.
W 5. kolejce sezonu 2011-2012 rozgrywek Division 1 kobiet (najwyższa klasa rozgrywkowa kobiet we Francji) w meczu pomiędzy Guingamp i Olympique Lyon (0:5) rozgrywanym na Roudourou padł rekord frekwencji na meczu ligi kobiet we Francji. 12 263 osoby obserwowały te zawody, był to wynik ponad dwukrotnie lepszy od poprzedniego rekordu (5 892 osoby) na meczu Paris Saint-Germain i FCF Juvisy, który został rozegrany w sezonie 2009-2010 na Parc des Princes.
Rekord frekwencji na stadionie padł 24 maja 2013 roku, kiedy to EA Guingamp świętowało awans do Ligue 1, a na stadionie zameldował się niemal komplet 18 208 widzów.

## Mecze międzynarodowe
Roudourou tylko raz w historii gościło reprezentację Francji. Miało to miejsce 10 października 2009 roku, w czasie kwalifikacji do Mistrzostw Świata w Piłce Nożnej 2010. Francja podejmowała wówczas reprezentację Wysp Owczych i dzięki wygranej 5:0 zapewniła sobie udział w meczach barażowych o udział w Mistrzostwach Świata. Zmagania na stadionie śledziło wówczas 16 755 osób.